# Общ пазар
 Тази статия е за съвременното понятие.  За историческата международна ортанизация вижте Европейска общност.  
Единен пазар е вид търговски блок, който е изграден на базата на митнически съюз с общи политики за регулация на продуктите и свобода на движение за производствените фактори (капитал и трудови ресурси), както и за предприемачеството и услугите.
Целта е да се направи така, че движението на капитал, труд, стоки и услуги между членовете да е максимално улеснено. Физическите (граници), техническите (стандарти) и фискалните (данъци, такси) бариери между страните членки са премахнати в най-голямата възможна степен. Тези бариери пречат на свободата на движение на четирите производствени фактора. За да се преодолеят тези бариери, страните членки прилагат политическа воля и формулират общи икономически политики.
Общият пазар е първата степен към единен пазар, и може да бъде ограничен основно до митнически съюз с относително свободно движение на капитал и стоки. Общият пазар е един от етапите на интеграционните процеси в Европа. Споразумението за общ пазар е подписано от шест европейски страни (Западна Германия, Франция, Италия, Белгия, Нидерландия и Люксембург) в Рим през 1957 г. (Римски договор). Общият европейски пазар възниква въз основата на положителния опит от действието на Европейската общност за въглища и стомана. В следващите години задълбочаването на интеграционните процеси в Европа довежда до създаването на Европейско икономическо пространство (ЕИП), а след това и на Европейския съюз (ЕС).
Примери за единен (общ) пазар:
- Андска общност (на английски: The Andean Community или на испански: Comunidad Andina, CAN);
- Европейска икономическа зона (на английски: European Economic Area, EEA), обединяваща ЕС, Норвегия, Исландия и Лихтенщайн;
- Карибска общност (на английски: Caribbean Community single market, CARICOM);
- Централноамерикански общ пазар – търговско-икономически съюз на страните от Централна Америка;
- Южноамерикански общ пазар – икономически съюз на страните от Южна Америка;
- Митнически съюз между Русия, Беларус и Казахстан.